# Stjepan Uzdóczy-Zadravec
Fra Stjepan Uzdóczy-Zadravecz ili samo Stjepan Zadravec (Čakovec, 20. lipnja 1884. - ?, 1965.), hrvatski naslovni biskup i mađarski biskup pri Vojnom ordinarijatu.
Rođen je u Čakovcu u Austro-Ugarskoj, u vrijeme dok je Međimurje bilo izvan Kraljevine Hrvatske i Slavonije, odnosno izravno u Ugarskoj.
Zaredio se za franjevca 1907.
1920. je imenovan za Vojnog ordinarija za Ugarsku i za naslovnog biskupa Dometiopolisa, za kojeg se zaredio iste godine.
Kao biskup pri Vojnom ordinarijatu za Mađarsku se umirovio 1926., ostavši u naslovu biskupa u mirovini.